# 魯連城
魯連城，香港商人，是香港上市公司蒙古能源、遠見控股的董事會主席及多間公司董事會成員，包括新世界移動及國際娛樂等。早年亦從事金融、證券、期貨，亦是24/25方嘉柏練馬師賽馬團體名下賽駒「平凡騎士」（原名「常為你」）的合夥馬主。

## 爭議話題
大中華第一妖股
- 魯連城旗下的蒙古能源（前稱：新世界數碼基地）是一間不派股息的空殼公司[來源請求]，但曾於2005年進行供股，目的竟然是為了購買一架Gulfstream G200私人飛機[2]。蒙古能源於2007年被《財經時報》評為「大中華第一妖股」[來源請求]。

大浪西灣地皮
- 2010年7月，魯連城為興建私人別墅，開發香港大浪西灣10萬呎土地，西灣的國際級景點四疊潭遭破壞，傾倒建築廢料污染附近石澗溪水，原本翠綠的清潭被污泥染成一片灰黃，事件引起關注。[3]

## 外部參考
1. 1 2  公司概覽 > 董事會 （页面存档备份，存于） 遠見控股 [2018-02-28]
2. ↑  .   [2018-02-28]. （原始内容存档于2018-11-08）.
3. ↑  三萬網民聲討魯連城　邱騰華補鑊 大浪灣私人樂園工程急煞車 （页面存档备份，存于）《蘋果日報》2010年7月20日